# Gelis nocuus
Gelis nocuus är en stekelart som beskrevs av Joseph Augustine Cushman 1927. Gelis nocuus ingår i släktet Gelis och familjen brokparasitsteklar. Inga underarter finns listade i Catalogue of Life.